# Cabomina
Cabomina là một chi bướm đêm thuộc họ Sesiidae.

## Các loài
- Cabomina dracomontana  de Freina, 2008
- Cabomina heliostoma (Meyrick, 1926)
- Cabomina monicae  de Freina, 2008